# کاستلاتزو نووارزه
کاستلاتزو نووارزه (به ایتالیایی: Castellazzo Novarese) یک کومونه در ایتالیا است که در استان نووارا واقع شده‌است.

## خصوصیات
کاستلاتزو نووارزه ۱۰٫۸ کیلومترمربع مساحت و ۲۸۸ نفر جمعیت دارد.